# Jordi Estadella i Gràcia
Jordi Estadella i Gràcia (Barcelona, 11 de novembre de 1948 – Barcelona, 30 d'abril de 2010) va ser un periodista, gastrònom, presentador i actor de doblatge català.
El 30 d'abril de 2010 morí a l'Hospital Clínic de Barcelona a conseqüència d'un càncer de fetge a l'edat de 61 anys.

## Biografia

### Ràdio
Va començar la seva carrera periodística el 1970 a Ràdio Joventut, on va coincidir amb Joan Comellas, Rafael Túria, Josep Maria Pallardó i Víctor Alexandre i on donà a vida a diversos personatges, especialment Tito B. Diagonal (un pijo de la part alta de Barcelona que tenia un amic anomenat Tato Ganduxer). Interpretant Tito B. Diagonal, també va formar part de la tertúlia «El estado de la nación», del programa Protagonistas de Luis del Olmo durant els anys vuitanta.
El seu últim treball fou dirigir i presentar el programa gastronòmic De boca en boca a l'emissora catalana COM Ràdio, que va estar en antena entre 2000 i 2010.
El 25 de març de 2010 va rebre la menció d'honor atorgada per Ràdio Associació de Catalunya, de la mà d'en Josep Maria Bachs, concedida per «la seva llarga i profitosa trajectòria professional, plena d'imaginació i creativitat que validen el seu tarannà de bon comunicador».

### Televisió
El 1985 va debutar a la televisió, a TV3, en el programa escrit per Manuel Vázquez Montalbán Piano Bar. El 1989, a la mateixa cadena, es va posar al capdavant de l'última temporada de Filiprim el 1989 en substitució de Josep Maria Bachs. El seu primer treball a la televisió espanyola va ser com a presentador del programa No te rías que es peor (1990-1991), on després de la seva marxa seria substituït per Ramón García. La seva màxima popularitat va arribar-li amb el concurs Un, dos, tres... responda otra vez de 1991 a 1993 al costat de Miriam Díaz-Aroca. Era l'encarregat de dirigir la primera part del concurs fent les preguntes, així com la subhasta. La temporada 1994-1995 presenta i dirigeix Esto no es lo que parece a La 2, un programa amb debats i entrevistes.
El 1995, i després de la renúncia d'Àngel Casas, Chicho Ibáñez Serrador el tria per presentar El semáforo, que va ser un nou èxit. Ajudat per Marlène Mourreau i Asunción Embuena, el programa es va emetre durant dues etapes, de 1995 a 1997. El 1998 presenta a Telecinco, juntament amb Inma del Moral, el programa de zàping Perdona nuestros pecados, del qual solament es va emetre el primer programa a causa d'un conflicte entre cadenes pel fet d'usar imatges de la competència. L'any 2000 va presentar per a TVE el concurs Audacia.

### Doblatge
També fou actor de doblatge de pel·lícules, sèries i dibuixos animats, en català i en castellà. Va entrar en aquest sector a la dècada del 1970. En destaca la veu com a inspector Clouseau a La Pantera Rosa torna a atacar i altres personatges interpretats per Peter Sellers, que va ser l'actor que més va doblar, com per exemple a Com va això, gateta?. A més, també va destacar en el doblatge de la pel·lícula Star Wars episodi V: L'Imperi contraataca, amb la veu del mestre Yoda. També va doblar diversos personatges animats, com l'Inspector Gadget, en Roger Rabbit i l'Os Yogi, entre d'altres.
En teatre, va actuar al muntatge de Dagoll Dagom Boscos endins, de Stephen Sondheim.